# Guillaume Cerise
 (janvier 2024).
Guillaume Cerise, (le baron Cerise), né le 24 mai 1847 à Paris et mort le 10 mars 1919 dans cette même ville, est un archiviste-paléographe, inspecteur des finances, économiste et un chef d'entreprise. Disciple de Charles Robert, il défendit l’industrie des assurances contre l'étatisme et cofonda en 1910 l’Union des intérêts économiques dont il fut vice-président. Il s’intéressa aussi à la sociologie, la prévoyance, l’épargne et surtout à la participation aux bénéfices qu’il entendait placer sous un régime de liberté.

## Biographie

### Famille
Son père est le docteur Laurent Cerise et son grand-oncle le général baron Guillaume-Michel Cerise. Sa mère, Pauline Aubert (1818-1901) est la soeur de l'archéologue Édouard Aubert et la belle-sœur de l’archéologue et numismate Anatole de Barthélemy ainsi que de l’historien Édouard de Barthélemy.

### Études
Il fait ses études au lycée impérial Bonaparte, actuel lycée Condorcet, et devient bachelier ès lettres en novembre 1864, puis bachelier ès sciences en novembre 1865. Il fait une licence en droit qu’il obtient après avoir soutenu une thèse intitulée De la majorité, de l’interdiction et du conseil judiciaire. Des personnes placées dans une maison d’aliénés. Parallèlement, il entre à l’École nationale des chartes et en ressort en janvier 1869, dans la même promotion que Léopold Pannier, Antoine Héron de Villefosse (père de René Héron de Villefosse) ou Camille Pelletan. Il obtient le diplôme d’archiviste-paléographe après avoir soutenu une thèse sur les Charges du clergé au Moyen-Age. Il n’oubliera pas le milieu cultivé et érudit dont il est issu et sera membre toute sa vie de la Société de l’École des chartes ainsi que membre de la Société de l’Histoire de Paris et de l’Île-de-France. Sous-directeur de l’Union, il fera publier en 1885, Études sur l’ancienne France, la lutte contre l’incendie avant 1789.

### Au ministère des finances
Il est un temps avocat stagiaire, mais ses goûts le portant vers les études financières, il est admis au ministère des finances au concours de 1868 et devient attaché à la direction générale de la comptabilité publique. Lors de la déclaration de guerre de 1870, il obtient d’être affecté au service des payeurs aux armées à l’armée du Rhin et participera à la campagne et au siège de Metz. Il s’évadera de Metz au moment de la capitulation de Bazaine. Affecté à l’armée de Bourbaki, il sauvera le trésor lors de la retraite de cette armée et de l’internement de celle-ci en Suisse.
La paix conclue, il est admis troisième au concours de l’Inspection des finances et est nommé adjoint en avril 1872. Il en gravira les échelons jusqu’au grade d’inspecteur de 2ème classe. Au titre de ses nombreuses missions, il aura notamment à vérifier les comptes de l’administration de l’Assistance publique, du lycée Henri IV et ceux des compagnies de chemin de fer ; il émet à ce sujet une série de rapports qu’il soutient au Conseil d'État à la commission des chemins de fer de cette haute assemblée.
Après le décès prématuré de son épouse, il demande sa mise en disponibilité qu’il obtient par lettre ministérielle du 25 février 1881.

### Les assurances (L’Union) et l’épargne

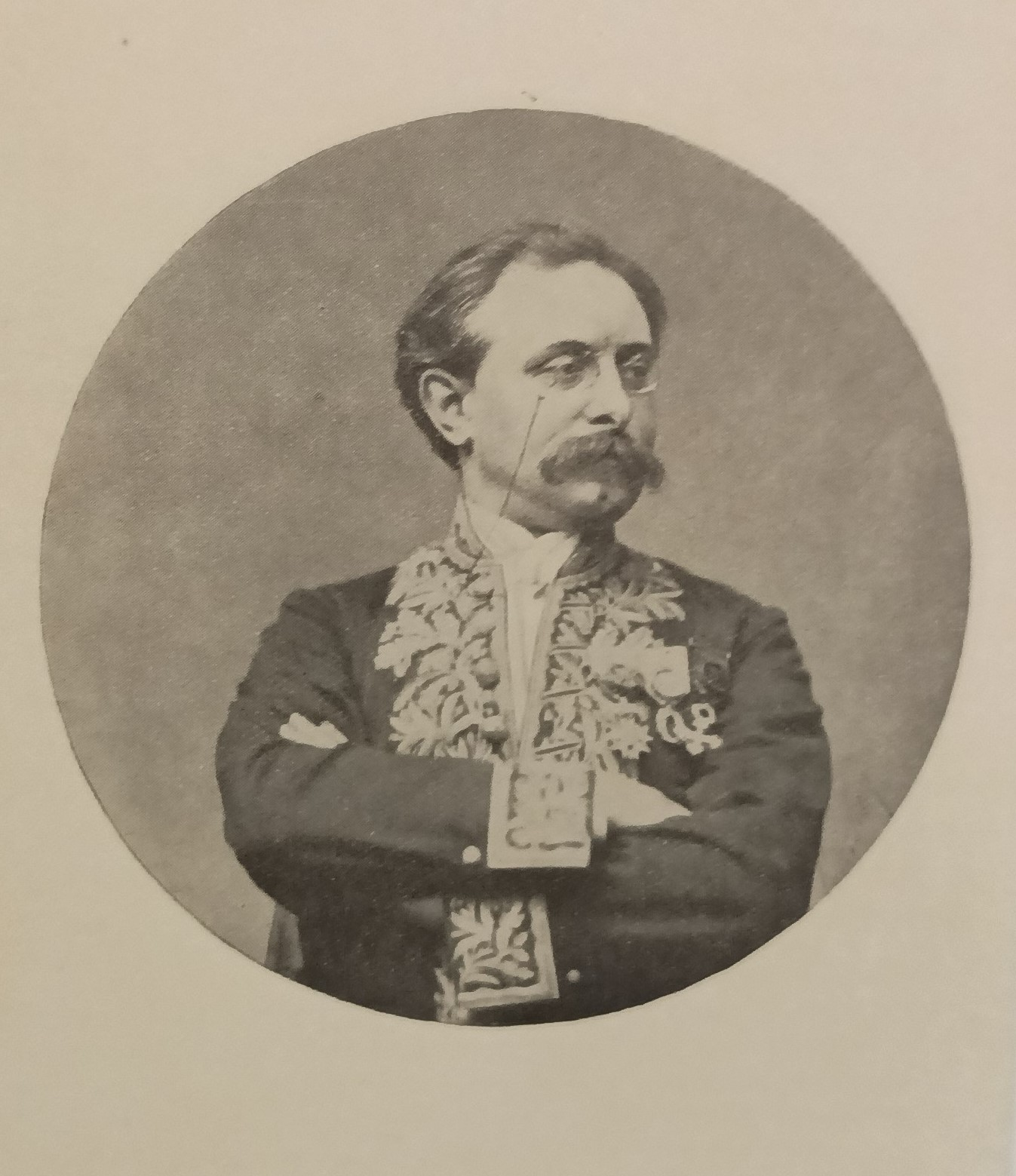
Charles Robert administrateur.

Il entre alors comme sous-directeur à la compagnie d’assurances L’Union-Incendie, fondée en 1828. Il est appelé à ce poste par Charles Mallet, administrateur depuis 1841, puis président de 1895 à 1902, du conseil d’administration. Il devient le collaborateur du directeur général Charles Robert. Ce dernier va porter l’Union à la tête des compagnies d’assurances et le baron est son disciple et l’assiste durant dix-huit ans.
Devenu directeur général de l’Union en 1899 au décès de Charles Robert, il en développe l’expansion à l’étranger. Il crée en 1909 l’Union-Vol et étend après 1914 ses activités à l’accident ainsi qu’à toutes les autres branches qui s’y rattachent. Il restera directeur à l’Union jusqu’à son décès en 1919. Il devient en 1908 président de l’Union syndicale des compagnies d’assurances à primes fixes de toute nature.
Parallèlement à cela, il devient administrateur de la Caisse d’épargne de Paris en 1881 et attaché à son Comité de direction en avril 1882, fonctions qu’il exerce gracieusement. Il sera successivement censeur, membre du Conseil directeurs, vice-président de cette caisse d’épargne. Il deviendra aussi Président de la Commission supérieure des caisses d’épargne de France et président à vie de la Conférence générale des caisses d’épargne. En son temps, seules l’épargne et la prévoyance individuelle permettent à une grande partie de la population de se prémunir contre les risques de la maladie ou de s’assurer une retraite. Il attache alors une grande importance à ces questions et est toujours préoccupé d’améliorer la législation susceptible de favoriser cette prévoyance individuelle.
Il remplit à l’étranger, dans le domaine économique, des missions importantes et les conduit avec succès. Il est président des comités d’admission ou des jurys aux expositions universelles.

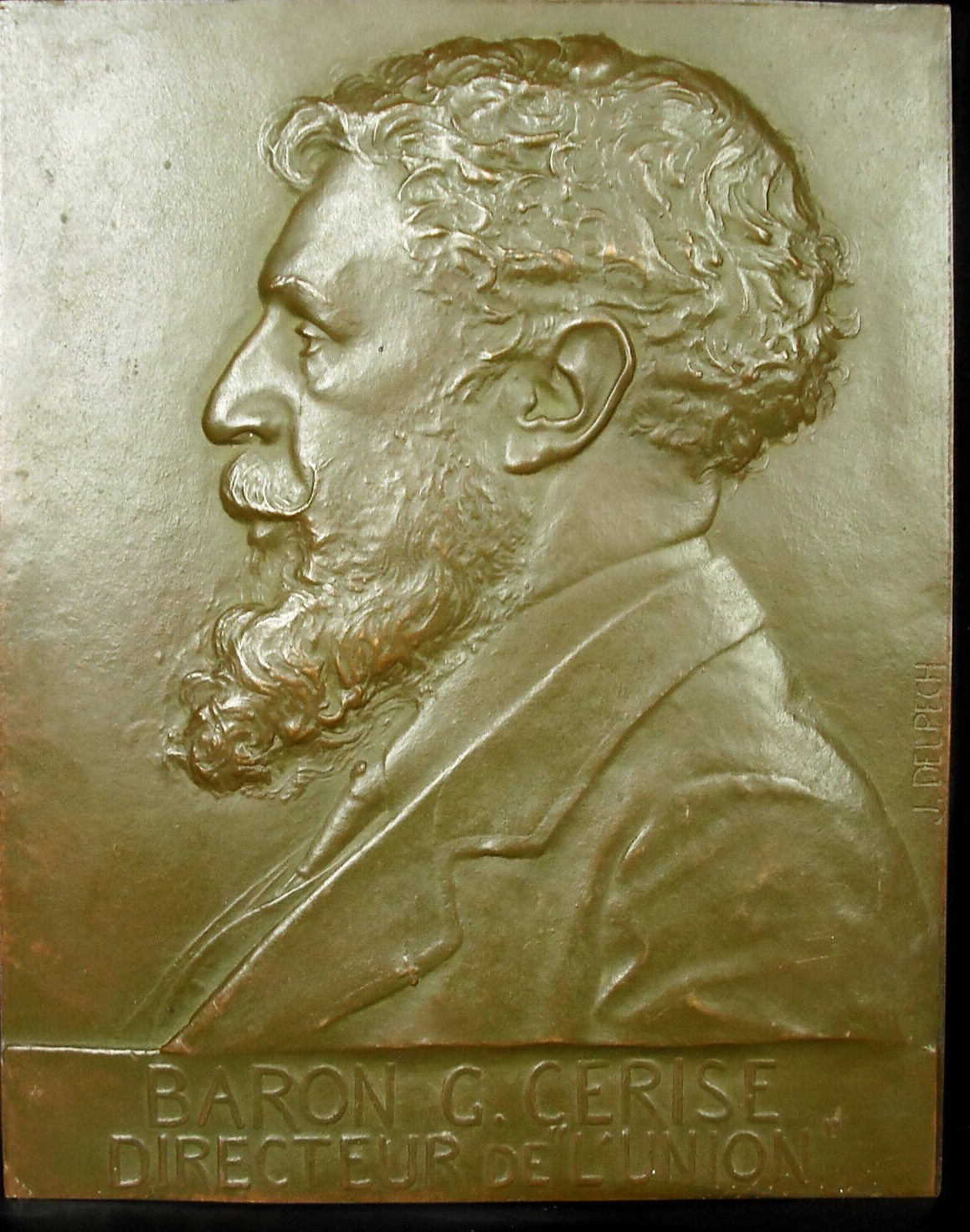
Le baron Cerise par J. Delpech.

### L’Union des intérêts économiques
En novembre 1909, Georges Cochery, député du Loiret de 1885 à 1914, ministre des finances du premier cabinet d’Aristide Briand, prononce à la tribune de la chambre des députés un discours dans lequel il annonce son projet de surtaxe sur les eaux-de-vie, les tabacs, les droits de succession, les compagnies d’assurance et agite le thème du monopole étatisé des entreprises du secteur de la distribution des boissons alcoolisées et des compagnies d’assurance. Devant la menace d’une nationalisation, et alors que doivent avoir lieu des élections législatives les 24 avril et 8 mai 1910, ces entreprises se rapprochent à l’initiative de Guillaume Cerise.
Cela va donner lieu à ce que Claude Paillat appelle « la contre-attaque du baron Cerise » qui aboutira, en liaison avec Paul Forsans, à la création de l'Union des intéréts économiques  pour la liberté du commerce et de l’industrie, la défense de l’initiative privée et contre l’expansion des monopoles de l’État (Union des intérêts économiques), association loi de 1901, déclarée le 12 avril 1910, dont Paul Forsans est le président, et le baron vice-président avec Arthur Millon. Des fonds sont réunis et un journal, Le Réveil économique est lancé. L’action de l’Union des intérêts économiques, et de ses comités régionaux, s’exerce par voie d’affiches, de tracts, d’images, de brochures et de conférences. 366 députés vont alors se prononcer contre toute espèce de monopoles et le baron, lors d’un discours du 16 juin 1910au conseil général de l’UIE :

« N’oublions pas une constatation importante : les députés qui avaient pris l’initiative de déposer des projets de loi sur le monopole des assurances et de l’alcool et qui s’étaient montrés les plus acharnés contre nos industries sont restés sur le carreau. »

Il évoque aussi « ces lointaines colonies où les méfaits des monopoles ont cependant soulevé tant de haines ». Le baron, devant accompagner le Commissaire général français à l'Exposition universelle de 1911 à Turin, ne peut être présent au conseil général annuel de l’UIE cette année-là mais fait lire un discours. A l’assemblée du 25 mars 1912, il prononce un discours où il passe notamment en revue les inconvénients des monopoles d’Etat dans divers domaines comme le téléphone, le chemin de fer de l’Ouest-État, les poudres (ce qui semble avoir eu un rôle néfaste dans la catastrophe du cuirassé Liberté) ou les postes. Il restera vice-président de l’Union des intérêts économiques jusqu’à son décès.

### La participation aux bénéfices
La participation des salariés aux résultats de l’entreprise, actuellement applicable dans certaines entreprises selon l’importance du personnel (50 salariés depuis 1990), introduite facultativement dans la législation en 1959 puis rendue obligatoire en 1967, est une idée majeure du gaullisme, non exempte de catholicisme social. Mais dès le XIXe siècle, des patrons, tels Edme Jean Leclaireen 1842, conscients de la nécessité d’une association capital-travail permettant d’éviter ou de limiter la lutte des classes et de permettre une meilleure répartition du revenu national, adoptent ce mode de complément à la rémunération. C’est ainsi que la participation est introduite à l’Union dès 1838.
Le baron a la fibre sociale qu’il tient de son père, le docteur Laurent Cerise, fondateur avec Jacques Alexandre Bixio de la société de bienfaisance italienne. Partisan comme Charles Robert de la nécessité de la paix sociale, indispensable après la Commune de Paris et sa répression, la participation aux bénéfices lui parait être un bon moyen d’y parvenir. Il entend toutefois, comme Charles Robert, la placer sous le régime de la liberté et non de la contrainte étatique refusant l’intervention de l’État. C’est ainsi que lors de l’assemblée générale du 28 mai 1915 de la Société pour l'étude pratique de la participation aux bénéfices, le baron déclare :

« Relevons seulement que Charles Robert était un partisan convaincu de la liberté économique ; qu’il avait combattu vaillamment la doctrine étatiste. Quelle protestation énergique ne lui eut pas inspirée la prétention d’imposer la participation aux bénéfices aux commerçants et aux industriels par une loi qui en réglerait l’exécution dans tous ses détails ! Que Dieu nous préserve de l’Etat sauveur qui ne voit en tout français qu’un mineur éternellement en tutelle, et qui oublie que, seul un régime de liberté en développant toutes les initiatives fécondes d’une nation peut lui donner la prospérité et la puissance, gage de son pacifique développement »

.

### Sort de la compagnie d’assurance l’Union

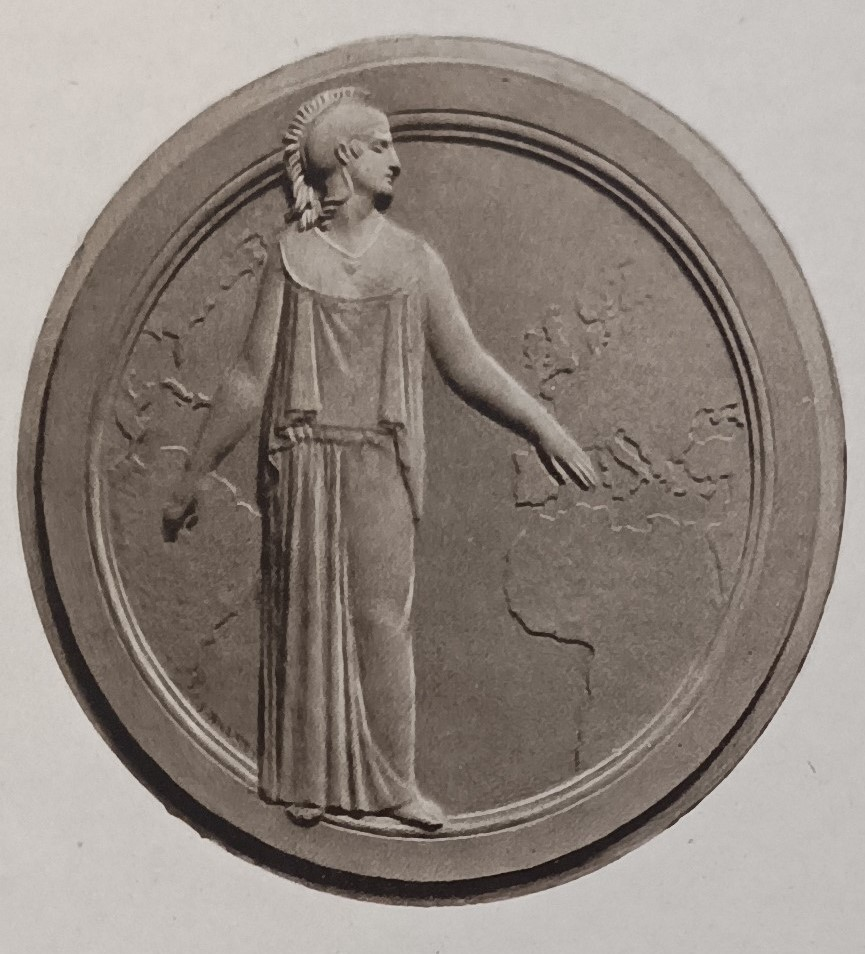
Médaille commémorative du centenaire de l'union en 1928.

Comme 33 autres compagnies d’assurance représentant la moitié du secteur, l’Union fut nationalisée le 25 avril 1946. Elle fut fusionnée en 1968 avec l’Urbaine et la Séquannaise ce qui donna naissance à l’Union des assurances de Paris qui avait en 1996 110 000 employés. L’UAP fut privatisée en 1994, opération qui rapporta 19 milliards de francs à l’État. C’est aujourd’hui le groupe AXA.

## Divers

### Vie personnelle
Vers 1891, il partage son temps libre entre son appartement du 105 boulevard Haussmann à Paris et une propriété d’agrément qu’il a acquise à Ville-d’Avray, lieu de villégiature favori de la bourgeoisie d’affaire parisienne. Il s’agit d’un pavillon d’époque Restauration, bâti par Jacques Ambroise Legeay, dit Léger, un tailleur fameux enrichi sous le Premier Empire, et qui passait pour avoir confectionné la redingote grise de Napoléon Ier.
Il épousa en premières noces le 11 décembre 1872 Félicie Henriette Félix-Faure, décédée jeune à l’âge de 26 ans le 19 mars 1878, qui n’avait qu’un rapport d’homonymie avec Félix Faure, le « Président soleil ». Son père était Joseph Antoine Félix-Faure (1822-1914), conseiller d’État, fils lui-même de Félix Faure (1780-1859), pair de France et ami de Stendhal. Sa mère était Henriette Bernhardt (1822-1889), sœur de Julie Judith « Youle » Bernhardt, la mère de Sarah Bernhardt.
De cette union naquirent trois filles et un fils, Laurent Cerise (1876-1974), chevalier de la légion d’honneur, croix de guerre, responsable du service d’ophtalmologie à l'hôpital de la Pitié Salpetrière qui épousa Jeanne Wilson (1885-1980), fille de Daniel Wilson, et d’Alice Grévy, elle-même fille de Jules Grévy, président de la République de 1879 à 1887.
Le baron se remaria à Paris le 21 mars 1900 à Paris avec Louise Alice Petit (1855-1951), divorcée de Marie, Auguste, Albert Villiers.

### Mandats
De par son implication dans de nombreuses structures à vocation économique, financière, sociale et philanthropique, le baron exerce au moment de son décès de nombreux mandats. Outre ceux qui ont déjà été cités, on peut mentionner : 
- Président du Comité des intérêts généraux de l’assurance-incendie ;
- Président de l’Assemblée plénière des compagnies d’assurances contre l’incendie ;
- Président du Syndicat des compagnies française d’assurances contre l’incendie opérant à l’étranger ;
- Membre du Comité des élections consulaires ;
- Membre du Comité d’études et de défense fiscale ;
- Membre du Comité consultatif des réassurances ;
- Membre de la Conférence économique des assureurs ;
- Président de la Conférence générale des caisses d’épargne de France ;
- Président de la Commission supérieure des caisses d’épargne ;
- Membre de la Commission de surveillance de la Caisse des dépôts et consignations ;
- Vice-président de la Société de bienfaisance italienne ;
- Président de l’Union Valdotaine ;
- Membre du Comité des expositions d’économie sociale ;
- Membre de l’Association nationale d’expansion économique ;
- Membre du Comité de l’or ;
- Membre du Comité central des chambres de commerce ;
- Président de la Commission de l’hôpital des compagnies d’assurances ;
- Etc.

### Distinctions
Chevalier de la Légion d’honneur au 31 décembre 1886, il en devient officier en 1912. Il est commandeur du Nicham Iftikhar, officier de l'ordre d’Isabelle la Catholique et chevalier de l'ordre de la Couronne d’Italie.

### Publications
Il est l’auteur d’articles sur des questions d’ordre historique, financier, administratif ou d’économie politique publiés dans des revues comme Le contemporain, la Revue de France ou la revue de l’Ecole des chartes.
Il est aussi l’auteur des ouvrages suivants :
- Les charges du clergé au Moyen-Age, 1869 ;
- De la majorité, de l’interdiction et du conseil judiciaire. Des personnes placées dans une maison d’aliénés. C. Meyrueis, 1870 ;
- L’État et les rentiers, 1879, Réédition Hachette/BNF, 2014 ;
- Études sur l’ancienne France. La lutte contre l’incendie avant 1789, 1885 ;
- Caisse d’épargne et de prévoyance de Paris. Rapports et comptes rendus des opérations pendant l’année 1888, présentés à l’Assemblée générale des directeurs et administrateurs le 4 juin 1889 (par MM. Denormandie et le baron Cerise)', 1889 ;
- Inauguration du monument érigé à la mémoire de M. Charles Robert, le 2 juin 1901. Discours de M le baron Cerise, directeur de la compagnie d’assurance l’Union, 1901 ;
- Rapport sur les caisses d’épargne d’Alsace-Lorraine (adopté en séance du Comité le 15 juin 1915), 1915.
- Comité d’études économiques et administratives relatives à l’Alsace-Lorrain. Rapport sur le projet de loi relatif au contrôle des opérations de réassurances, par le baron Cerise (adopté en séance du Comité du 9 décembre 1916), 1916.

## Hommages
Le baron, après une maladie de quelques mois meurt à son domicile parisien du 70 boulevard de Courcelles, le 10 mars 1919.
Paul Delombre, (président de la Société pour l’étude pratique de la participation du personnel dans les bénéfices), lui rend hommage dans le Temps du 12 mars :

« La nouvelle de la mort du baron Cerise nous arrive à l’instant. Comment dire quelle noble figure disparaît ainsi, quel serviteur perdent en lui les masses laborieuses, quel agent de progrès social fut cet admirable citoyen, demeuré, il est vrai, en dehors de la politique mais à qui ne fut étranger aucune préoccupation touchant à l’intérêt national ?
Quand on songe au baron Cerise, on pense aussitôt à l’œuvre des assurances en France, et il les représentait en effet : avec quelle autorité, quelle science, quel dévouement, d’autres sauront l’exprimer ; mais le concours puissant qu’il donna à cette forme de prévoyance individuelle organisée n’était que l’une des manifestations de sa doctrine.
Le titre de sociologue est décerné à tort si souvent et tant galvaudé que nous hésitons à l’employer ici ; mais s’il avait gardé toute sa valeur il pourrait s’appliquer au baron Cerise, versé dans toutes les questions économiques, ayant mesuré la force émancipatrice de la propriété privée, portant ses recherches sur les méthodes les plus sûres pour développer l’épargne, rendre prospère le foyer domestique, assurer la grandeur française.
En tout, il fut le continuateur de Charles Robert, qu’il se plaisait à appeler « Le sociologue vénéré » et de qui, un jour, à une assemblée de la société pour l’étude de la participation aux bénéfices, il évoqua en termes d’une éloquence saisissante, la douce et rayonnante mémoire. Comme Charles Robert, le baron Cerise fut un apôtre de la paix sociale, et la participation aux bénéfices lui apparaissait comme un instrument les meilleurs pour l’assurer. »

Après un service religieux à l’église saint-François-de-Sales le 14 mars 1919, l’inhumation a lieu au cimetière du Père-Lachaise. Des discours y sont prononcés par Charles Alby, directeur adjoint de l’Union (au nom de Stéphane Dervillé, président de son conseil d’administration), Ferdinand Matignon (vice-président de l’Union syndicale des compagnies d’assurances françaises), Ernest Laurent, secrétaire général de la conférence générale des caisses d’épargne de France (au nom du sénateur Lucien Cornet, membre de la Commission supérieure des caisses d’épargne), Paul Forsans, président de l’Union des intérêts économiques et Paul Delombre.

## Sources
- In memoriam. Le baron Cerise, 1847-1919 : (discours de MM S. Dervillié, Matignon, Ernest Laurent, Forsans, Paul Delombre).
- Roman d’Amat, Dictionnaire de biographie française.
- René Poupardin, Guillaume Cerise, Bibliothèque de l’École des chartes, 1919, vol. 80, p. 336.
- C.E. Curinier, Dictionnaire national des contemporains, 1901-1918.
- T. Lamathière, Panthéon de la Légion d’honneur, 1875-1911.
- Albert Trombert, Charles Robert, sa vie, son œuvre, tome 1er 1927 et 2e 1931.
- L’Union incendie 1828-1928. Un siècle d’assurances, Paris, Imprimerie de Vaugirard, 1928, 92 pages.
- Claude Paillat, Dossiers secrets de la France contemporaine, tome 1, Les Illusions de la gloire, 1979.
- CTHS, comité des travaux historiques et scientifiques, École nationale des chartes. Notice rédigée par Martine François et Christiane Demeulenaere-Douyère. Fiche crée le 18/01/2011, dernière mise à jour le 21/05/2014.